# Тернівка (Звягельський район)
Терні́вка (до 1946 року — Курмань) — село в Україні, в Ярунській сільській громаді Звягельського району Житомирської області. Населення становить 459 осіб.

## Історія
У 1906 році Курмань, село Жолобенської волості перебувало в складі Новоград-Волинського повіту Волинської губернії. Відстань від повітового міста складала 15 верст, від волості — 10 верст. Налічувалося 128 подвір'їв та 705 мешканців.
7 червня 1946 року указом Президії Верховної Ради УРСР село Курмань було перейменовано на Тернівку.
Колищній орган місцевого самоуправління — Тернівська сільська рада.

## Населення

### Мова
Розподіл населення за рідною мовою за даними :
| Мова       | Кількість | Відсоток |
| ---------- | --------- | -------- |
| українська | 457       | 99.56%   |
| російська  | 2         | 0.44%    |
| Усього     | 459       | 100%     |

## Особистості
- Мамайчук Іван Федорович — композитор, педагог, диригент, Заслужений працівник культури України, автор гімну та почесний громадянин міста Звягеля.
- Півоварчук Сергій Олександрович (1985—2014) — сержант Збройних сил України, учасник російсько-української війни.